# Joller

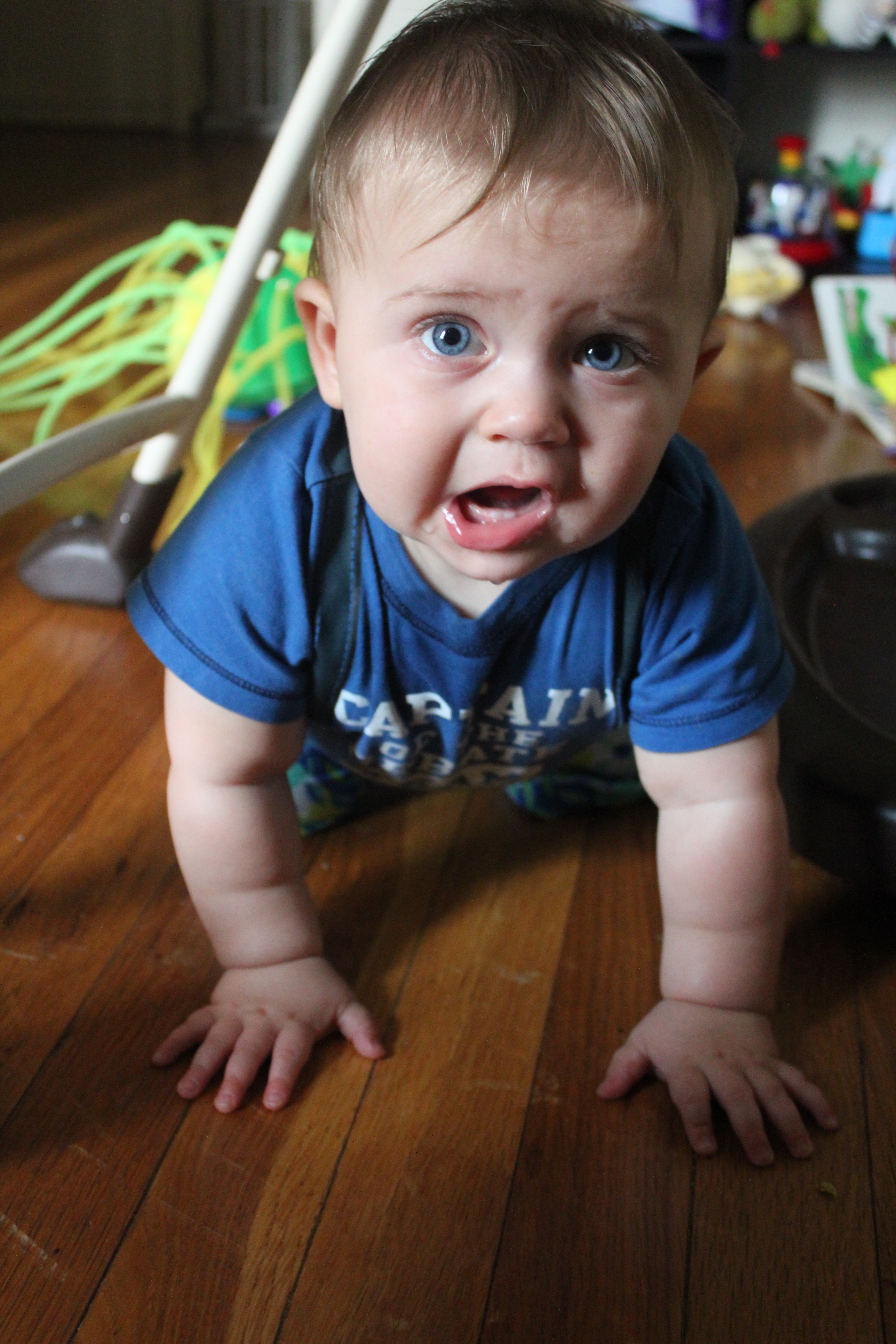
Jollrande bebis.

Joller är nästan alla de förändringar i rösten (ton och intensitet) som ett spädbarn gör. Undantaget är skrik, missnöjesljud, hicka och liknande. Joller är ett förstadium till talet. 
Med jollerperioden avses den prelingvistiska perioden, alltså perioden från födseln till dess att barnet yttrar sina första meningsfulla ord, vanligtvis vid cirka ett års ålder. Omkringliggande tal formar den struktur av ljud och fonetiska mönster som barnet sedermera använder som norm i sitt talade språk. 
För att kunna jollra normalt och på det sätt som kan förväntas av ett barn i en viss ålder krävs att spädbarnet ska kunna höra sina egna ljud, samt att barnet kan höra och se andra tala. Det vill säga att det har både auditiv och visuell perceptionsförmåga.
Till exempel använder blinda barn mer sällan bokstäverna m, p, b, f, v (labiala konsonanter) som ger visuella ledtrådar, och döva barn använder inte ljud som las, das och mas (kanoniskt joller) under det första året. Autistiska barns joller är vid åtta månaders ålder begränsat eller avvikande och det finns ingen imitation av vare sig ljud, rörelser eller uttryck. Oftast saknas även joller hos barn som är mycket för tidigt födda (prematurer). 
Det är stor skillnad mellan olika barns jollerperioder och hur mycket de jollrar. Ett barn som jollrar lite är inte nödvändigtvis försenat i sin talutveckling.

## Jollerutveckling
Det nyfödda barnet, upp till två månaders ålder, producerar små ”knirp”, skrik och reflexmässiga uthållna ljud, så kallade vegetativa ljud. Från cirka två månaders ålder producerar barnet så kallat ”cooing”, vilket innebär mer vokaliserade ljud. Barnet producerar skratt (kvasivokaliska ljud). Vid fyra månaders ålder börjar barnet ”röstleka”, ofta med mycket hög röststyrka, som att blåsa med läpparna samt producera långa vokaler och mycket klusiler. Iterationsjoller (upprepning) börjar uppträda vid cirka sex månaders ålder. Jollret har en reduplicerande form, med en konsonant-vokal-struktur (KV) som återkommer – bababa, mamama.
Kanoniskt joller uppträder snart efter iterationsjollret, ofta vid 7–8 månaders ålder. Jollret ändrar struktur, barnet kan nu byta konsonant i KV-strängarna – bagaba - och leker också gärna med röststyrka och tonläge. Jollret kan då låta som riktiga ord, ”mama” och ”papa”. Produktionsmässigt låter då jollret likt det språk som talas runt barnet. Vid runt ett års ålder förändras jollret ytterligare, då långa KV-strängar förkortas och blir mer ordlika. De första orden är ofta namn på intressanta föremål, handlingar eller egennamn. Barn använder sig ofta av ljudhärmande ord, onomatopoesi, som benämning av händelser eller djur.

## Jollerstadier
1. Vegeterade[förtydliga] ljud
2. Cooing, mer vokaliserade ljud
3. Röstlek, ofta hög ljudstyrka, mycket vokaler, blåsa med läpparna, mycket klusiler
4. Iterationsjoller. Reduplicerat joller (bababa KV) (stänger/öppnar, stänger/öppnar)
5. Kanoniskt joller. Icke reduplicerat joller KV- kan byta konsonant
6. Enstaka ord. De första självständiga orden kommer, blandat med joller. Joller och tal används sida vid sida till att börja med, men alltefter talet tar över faller jollret bort.